# Schönbrunn – Quelle der Schönheit
Schönbrunn – Quelle der Schönheit ist eine 2002, in Koproduktion mit dem ORF und ARTE produzierte ORF-Universum-Dokumentation von Georg Riha über das Wiener Schloss Schönbrunn, seine Gärten sowie den Tiergarten Schönbrunn, den ältesten noch bestehenden Zoo der Welt.

## Inhalt
Einer Legende zufolge soll Kaiser Matthias bei einem seiner Jagdausflüge im Jahre 1612 jene Quelle entdeckt haben, die später als „Schöner Brunnen“ dem Areal den Namen gab. Das gesamte Ensemble, zu dem das Schloss, der Park mit seinen zahlreichen Parkbauten, Brunnen und Figuren wie auch der Tiergarten als ältester der Welt zählt, ist heute denkmalgeschützt und wurde 1997 in die Liste des Weltkulturerbes der UNESCO aufgenommen. Diese Dokumentation zeigt das barocke Gesamtkunstwerk Schloss, Park, Nebengebäude, Palmenhaus und Tiergarten im Jahreswechsel, zu verschiedenen Tageszeiten und aus variantenreichen Blickwinkeln. Besondere Aufmerksamkeit wird immer wieder den zahlreichen menschlichen – und tierischen – Bewohnern wie Besuchern von Schönbrunn gewidmet. Durch den Film und damit durch Schönbrunn führt Sir Peter Ustinov. Er präsentiert Gebäude, Bewohner und historischen Hintergrund und erzählt zwischendurch Anekdoten – fast könnte man sagen „wienerische“ kleine Geschichten – über die Kaiserliche Familie im Lauf der Jahrhunderte.
Einen schönen Überblick über die Geschichte von Schönbrunn bietet ein Compositing gegen Ende des Films, in welchem historisches Bildmaterial aus dem Filmarchiv in aktuelle Aufnahmen der Fenster des Palmenhauses montiert wurde. Man erhält den Eindruck, dass die Geschichte vom Ende der Monarchie bis zur Gegenwart gleichsam vor den Fenstern abläuft.

## Kameratechnik
Wie von Georg Riha gewohnt, wurden auch für diese Dokumentation eine Vielzahl an speziellen Kameratechniken verwendet.

### Seilkamera
Durch die Verwendung der von Brains & Pictures entwickelten CAMCAT-Seilkamera wurde es möglich, das Schloss, die Gärten und den Tierpark aus ungewöhnlichen Blickwinkeln zu zeigen. Bestes Beispiel hierfür ist wahrscheinlich der 2 Minuten lange One Shot zu Beginn des Filmes. Die Fahrt beginnt mit Blick auf die Straße vor dem Schloss. Ein silberfarbener Jaguar biegt von der Straße auf den Schlossvorplatz und hält dort. Sir Peter Ustinov steigt aus dem Wagen und spaziert in Richtung Schloss. Die Kamera fliegt über ihn hinweg, folgt einem Jogger, der gerade das Tor des Haupteinganges durchläuft und gibt langsam den Blick auf das Schloss frei. Vor diesem angekommen, steigt die Kamera hinauf, bis über das Schlossdach und eröffnet die Sicht auf den Schlossgarten und die Gloriette. Dies alles geschieht während einer durchgehenden Fahrt, ohne Schnitt oder tricktechnische Nachbearbeitung.

### Kameraballon
Der von Brains & Pictures entwickelte Kameraballon CAMBLIMP versetzt den Zuseher immer wieder in die Vogelperspektive. Diese Aufnahmen, für welche die Kamera an der Unterseite eines Heißluftballons befestigt wurde, dienen vor allem als Establishing Shots.

### Zeitraffer (Timelapse)
Durch den Einsatz von Zeitrafferkameras wurde es ermöglicht, langsam ablaufende Ereignisse, wie zum Beispiel den Jahreszeitenwandel, zu veranschaulichen. So werden beispielsweise immer wieder die Gärten des Schlosses und ihr Wandel im Wechsel der Jahreszeiten gezeigt.

## Erstausstrahlung
19. Dezember 2002, 20.15 Uhr, ORF 2

## Auszeichnungen
- Nature and Wildlife Finalist Certificate bei den New York Festivals 2004 – 46th Annual International Film Video awards competition
- Audience Prize und Prize of the Mayor of Hradec Králové beim 41st International Festival of Films on Science, Technology and Art 2003
- Beste Doku beim AFO Academia Film Olomouc 2003, Tschechien
- Beste Kamera beim Ekofilm 2003, Tschechien
- 1st place Gold Camera Award beim 36th U.S. International Film and Video Festival 2003